# Johann Nepomuk Hofmann
Johann Nepomuk Franz Hofmann (1753, Kelč u Vsetína – 21. prosince 1831, Lvov) byl moravský humanista a opat kláštera v Žovkvě.

## Život a činnost
Po základní škole ve Strážnici, navštěvoval gymnázium v Uherském Hradišti a Mikulově, a poté studoval filosofii a teologii na olomoucké univerzitě. Roku 1776 ve Vídni získal kněžské svěcení.
V roce 1778 odešel jako katecheta a řídící školy do Lvova, kde se roku 1784 stal scholastikem kapituly při katedrále Nanebevzetí Panny Marie. Jako doktor teologie byl v roce 1805 jmenován do funkce řídícího teologické fakulty univerzity v Krakově, kde se později stal rektorem, poté infulovaným opatem, farářem a arciknězem. Později se stal opatem kláštera v Žovkvě a tento úřad si udržel až do své smrti.
Hofmann byl velký humanista a zanechal po sobě významný odkaz v podobě mnoha dobročinných nadací. Ve Lvově založil sirotčinec s kapitálem 5000 florinů. Jako hlavního dědice svého značného jmění, více než 200 000 florinů, stanovil ve své poslední vůli lvovský chudinský ústav, do kterého poté přibylo dalších více než 80 000 florinů od dobrovolných dárců.
Kromě několika dalších menších nadacích pro chudé, byl mezi jeho odkazy také příspěvek na kostel v jeho rodišti, nebo na kostel svaté Markéty ve Vídni. Také významný příspěvek 30 000 florinů pro lvovskou kapitulu a 7000 florinů, na podporu odsouzených a propuštěných ze lvovské káznice.
Roku 1826 ve Vídni Hofmann oslavil v kostele svaté Markéty 50. jubileum svého kněžského vysvěcení. Zemřel několik let poté, roku 1831 ve Lvově ve věku 78 let.